# چارمینگ (فیلم)
جذاب (انگلیسی: Charming) یک فیلم پویانمایی رایانه‌ای آمریکایی در سبک کمدی موزیکال به کارگردانی و نویسندگی راس ونکور است که در سال ۲۰۱۸ منتشر شد.

## داستان
فیلم در مورد ناگفته‌های داستان‌های سفید برفی، سیندرلا و زیبای خفته کاوش می‌کند. فیلم کشف می‌کند که همه آنها نامزد همان شاهزاده چارمینگ معروف شده‌اند….

## بازیگران
- دمی لواتو در نقش لنور
- ویلمر والدراما در نقش شاهزاده چارمینگ
- سیا در نقش وخشور
- آوریل لوین در نقش سفیدبرفی
- اشلی تیزدیل در نقش سیندرلا
- جی. ای. ام در نقش زیبای خفته
- جان کلیز در نقش مادرخوانده پری

## تولید
در ۱۸ سپتامبر ۲۰۱۴ اعلام شد که جان. اچ ویلیامز و هنری اسکلسی یک انیمیشن تازه شکل گرفته را تولید خواهند کرد و قرار است این فیلم در سال ۲۰۱۸ اکران شود.